# Rufus (filme)
Rufus (também conhecido como Hunted) é um filme de terror canadense, dirigido por Dave Schultz e lançado em 2012. É estrelado por Rory J. Saper como Rufus, um jovem misterioso que aparece em uma pequena cidade da província de Saskatchewan e acaba sendo revelado como um vampiro. O elenco também inclui David James Elliott, Kelly Rowan, Merritt Patterson, Richard Harmon e Kim Coates.
Estreou no Festival Internacional de Cinema de Calgary em setembro de 2012, antes de entrar em exibição nos cinemas em 2013.